# Jay (chanteur)
Pour les articles homonymes, voir Jay et Kani (homonymie).
Jay, de son nom de naissance Johan Legiel, est un chanteur français né le 7 avril 1979 et originaire de Lognes.

## Biographie
Johan Legiel grandit au sein d'une famille antillaise amatrice de gospel. De 1997 à 2000, il est membre du groupe français Poetic Lover. Ils placent six singles et deux albums dans les classements nationaux.
Après la séparation des Poetic Lover, il rejoint en 2001 le groupe RnB et hip-hop Class Vegas aux côtés de Patrick Lisée et Sébastien Platon. Ils sortent le single Les Femmes chez M6 Interactions. Le titre Youppie Yeah écrit par Jay, Patrick Lisée et Sébastien Platon est également gravé sur le CD.
Il participe en 2002 à la comédie musicale Cindy de Luc Plamondon et Romano Musumarra. Sorti le 26 février 2002, l'album tiré du spectacle se classe no 24 en France et no 17 en Belgique francophone. De ce disque sort en octobre 2002 le duo classé avec Lââm Je l'aime en secret. Luc Plamondon, producteur du spectacle, reconnaîtra que cette comédie musicale est un échec commercial, malgré un disque d'or pour l'album avec plus de 100 000 exemplaires vendus.
Le chanteur partage en 2003 un duo qui s'intitule Je te retrouve un peu avec Tina Arena. La chanson figure sur l'album live à l'Olympia Vous êtes toujours là de Tina Arena qui sort la même année.
Entre 2013 et 2015, il est membre du groupe soul Vigon Bamy Jay, qui sort le 25 mars 2013 un premier opus intitulé Les Soul Men. Album de reprises, ce disque atteint la 7e place des charts français et devient disque d'or,. Le titre Feelings tiré de cet album est également classé. Leur deuxième album, Love Me Tender, entre aussi dans les classements français.
Le 31 mai 2016, est annoncé officiellement le nouveau casting de la reprise de la comédie musicale Notre-Dame de Paris, dans lequel Jay tient le rôle de Clopin à partir du 23 novembre 2016 au Palais des congrès de Paris, puis en tournée à partir d'avril 2017,. L'album intégral du spectacle est distribué. À partir d’août 2018, il monte sur scène durant la tournée québécoise de Notre-Dame de Paris.

## Discographie

### Singles
Les singles sortis au sein des formations Poetic Lover et Vigon Bamy Jay ne sont pas repris ici.
| Titre                 | Année | Meilleure position | Meilleure position | Meilleure position | Album                  |
| Titre                 | Année | Belgique           | France             | Suisse             | Album                  |
| --------------------- | ----- | ------------------ | ------------------ | ------------------ | ---------------------- |
| Je l'aime en secret   | 2002  | 14 (tip)           | 37                 | 97                 | Cindy: Cendrillon 2002 |
| Je te retrouve un peu | 2003  | -                  | 44                 | -                  | Vous êtes toujours là  |